# Beat Kaufmann
Beat Kaufmann (30 aprile 1953) è un dirigente sportivo ed ex hockeista su ghiaccio svizzero.
È stato il quattordicesimo presidente dell'Hockey Club Lugano dal 2001 al 2006.

## Statistiche
Statistiche aggiornate a luglio 2013.

### Giocatore

#### Club
| Stagione | Squadra | Stagione regolare | Stagione regolare | Stagione regolare | Stagione regolare | Stagione regolare | Stagione regolare | Playoff | Playoff | Playoff | Playoff | Playoff |
| Stagione | Squadra | Lega              | P                 | G                 | A                 | Pt                | PIM               | P       | G       | A       | Pt      | PIM     |
| -------- | ------- | ----------------- | ----------------- | ----------------- | ----------------- | ----------------- | ----------------- | ------- | ------- | ------- | ------- | ------- |
| 1985-86  | Lugano  | NLA               | 36                | 5                 | 8                 | 13                | 16                | 4       | 2       | 0       | 2       | 8       |
| 1986-87  | Lugano  | NLA               | 23                | 2                 | 3                 | 5                 | 10                | 6       | 0       | 0       | 0       | 2       |

### Dirigente
| Stagione  | Squadra | Lega | Ruolo           | Note |
| --------- | ------- | ---- | --------------- | ---- |
| 2001-2002 | Lugano  | NLA  | President       |      |
| 2002-2003 | Lugano  | NLA  | President       |      |
| 2003-2004 | Lugano  | NLA  | President       |      |
| 2004-2005 | Lugano  | NLA  | President       |      |
| 2005-2006 | Lugano  | NLA  | President       |      |
| 2008-2009 | Basel   | NLB  | General Manager |      |
| 2009-2010 | Basel   | NLB  | General Manager |      |
| 2010-2011 | Basel   | NLB  | General Manager |      |

## Palmarès

### Club
- Campionato svizzero: 2

 Lugano: 1985-86, 1986-87